# Agatete
Agatete är ett periodiskt vattendrag som ingår i gränsen mellan Burundi och Rwanda. Det mynnar i sjön Lac Rweru.